# 任学锋
任学锋（1965年10月26日—2019年10月31日），河北邢台人，男，汉族，中华人民共和国政治人物。1985年加入中国共产党，1988年12月参加工作。河北工学院（现河北工业大学）化学工程系有机化工专业毕业，高分子材料专业硕士，南开大学国际商学院企业管理专业博士。中共第十八、十九届中央候补委员。

## 生平
1988年从河北工学院毕业后留校工作，先后任河北工学院团委副书记、团委书记。1992年起，先后任天津新技术产业园区管委会业务处工程师、开发总公司工业投资部副部长、公司副总经理。1995年，任天津新技术产业园区开发总公司总经理。2002年，任天津新技术产业园区管委会副主任。2004年起，先后任香港津联集团有限公司党委书记、副董事长、董事长。2008年1月，任天津市人民政府副市长。
2014年8月，任中共广东省委常委、广州市委书记。2017年2月，任中共广东省委副书记、中共广州市委书记。2017年10月，中国共产党第十九次全国代表大会上当选中国共产党第十九届中央委员会候补委员。
2018年7月，任学锋不再担任中共广州市委书记职务，仍任中共广东省委副书记。同年10月17日，调任中共重庆市委委员、常委、副书记。

### 离世
2019年11月3日晚23时，重庆官方媒体華龙网刊发消息称，“据重庆市任学锋同志治丧工作小组消息，中共重庆市委副书记任学锋同志近日因病医治无效，不幸离世，享年54岁”，全文只有79字且異常簡短，而香港明報和星岛日报引述消息人士稱，任学锋是因跳樓自殺，送院抢救無效，于10月31日在北京逝世，告別式於11月4日早上於北京市昌平殯儀館舉行。任學鋒的突然離世，訃文十分簡短而且幾乎沒有對外公佈任何其他消息，惹來各方人士的猜測。

## 趣闻
- 据媒体报道，2017年7月某日晚，任学锋在天河区海心沙打的时被拒载，并随后引发了广州市交通委员会对事件的追查。为此广州市各出租车公司通过调度信息告诫司机师傅不要议价、拒载[11]。